# ایل (فرانسه)
ایل رودی است که از رشته‌کوه جورا سرچشمه می‌گیرد و به راین می‌ریزد. این رود از کشور فرانسه می‌گذرد.